# Iznate
Iznate é um município da Espanha na província de Málaga, comunidade autónoma da Andaluzia, de área 8 km² com população de 859 habitantes (2004) e densidade populacional de 108,95 hab/km².

## Demografia
| Variação demográfica do município entre 1991 e 2004 | Variação demográfica do município entre 1991 e 2004 | Variação demográfica do município entre 1991 e 2004 | Variação demográfica do município entre 1991 e 2004 |
| --------------------------------------------------- | --------------------------------------------------- | --------------------------------------------------- | --------------------------------------------------- |
| 1991                                                | 1996                                                | 2001                                                | 2004                                                |
| 743                                                 | 754                                                 | 789                                                 | 816                                                 |